# Comarques del Sud del País Valencià

Localització de les Comarques del Sud respecte al País Valencià

La Regió del Vinalopó o Governació del Vinalopó és una regió del País Valencià que comprèn les comarques de la part sud del País Valencià, i que constitueixen la major part de l'actual província d'Alacant. Es troba entre els rius Montnegre i el Segura. En 1304 tingué la primera entitat administrativa com a Governació dellà Xixona. Té unes característiques climàtiques, orogràfiques i hidrogràfiques en comú que fan que se'n puga parlar com un conjunt.

## Comarques
Comprèn les següents comarques:
- L'Alt Vinalopó
- El Vinalopó Mitjà
- El Baix Vinalopó
- L'Alacantí
- El Baix Segura

## Estadístiques
- Població: 1.255.848 habitants
- Extensió: 3.563 km²
- Densitat: 352,4 hab./km²

## Clima
Les comarques del sud abasten tota la zona àrida del País Valencià amb una pluviositat que no arriba als 500 mm en cap lloc, a causa de l'orografia muntanyenca que separa la regió de les comarques centrals. La major part del territori registra menys de 350 mm a l'any (Alacant 339 mm; Novelda 309 mm; Oriola 291 mm; Torrevella 243 mm) i les pluges estan concentrades als mesos d'abril, setembre i octubre, amb un grau molt elevat de torrencialitat el que fa que el paisatge siga àrid si exceptuem les zones de regadiu i l'erosió siga molt forta.
Els rècords de pluviositat en la zona, per contra, són espectaculars; Alacant ha recollit en dues ocasions més de 200 mm en poques hores: 220 mm el 19 d'octubre de 1982 i 270 mm el 30 de setembre de 1997, Oriola va recollir 316 mm el 4 de novembre de 1987.
Les temperatures són suaus a la costa, amb quasi absència d'hivern i estius molt calorosos (Alacant: 11,5° a gener i 25,5° a l'agost; Torrevella: 10,7° a gener i 26,4° a l'agost). La influència marítima es nota a les comarques interiors, sobretot a les valls d'escassa altura que presenten, això sí, una oscil·lació diària més alta, però temperatures similars (Elx: 12,7° a gener i 26,9° a l'agost; Oriola: 10,5° a gener i 26,7° a l'agost; Novelda 10,7° a gener i 26,2° a l'agost). Tan sols a l'Alt Vinalopó les temperatures d'hivern són prou baixes per la influència de l'altiplà al seu clima (Villena: 5,8° a gener i 22,6° a l'agost).
Els rècords de temperatures són també significatius. En l'onada de calor de 1978 Elx va arribar als 45°, en 1994 Oriola arribà als 46° i Alacant als 41,4°. Quant al fred les gelades són poc freqüents a la costa, però com més a l'interior més probabilitat, i en localitats com el Pinós o Villena s'ha baixat dels -10°.

## Història
La regió, que es trobava al sud de la línia Biar-Busot del tractat d'Almizra (1244), va ser reconquerida per tropes del rei Jaume I el Conqueridor en nom d'Alfons X el Savi de Castella. D'acord amb el tractat d'Almizra, estes contrades passaren a la Corona de Castella dins del Regne de Múrcia, encara que va ser repoblada per població majoritàriament de Catalunya i Aragó. En 1304 es va incorporar al Regne de València després de la firma de la Sentència Arbitral de Torrelles i va constituir la Lloctinència d'Oriola fins al 1704. La Batllia d'Oriola va passar a la ciutat d'Alacant en 1647.
En 1822 es formava la província d'Alacant sense el Baix Segura que passava a Múrcia però amb gran part de l'Alcoià i la Marina Alta i la incorporació de Villena i Saix. Aquesta divisió no duraria ni un any i la següent seria la de 1833 que deixaria de banda Villena i Saix, però incorporaria sota la província d'Alacant la major part de l'antiga Lloctinència de Xàtiva. En 1851 es faria la definitiva divisió provincial amb les comarques del sud i l'Alcoià, i les Marines Alta i Baixa dins de la província alacantina.
Durant la guerra civil la zona va quedar al costat de la República encara que a ciutats com Oriola va triomfar el bàndol feixista i van intentar prendre Alacant. Per tant, les ciutats van sofrir els bombardeigs de l'aviació italiana que eixia de Mallorca. Sols a la ciutat d'Alacant van morir 481 persones i 705 edificis quedaven malmesos després de 71 atacs. La repressió va ser molt forta, però després va vindre el creixement econòmic a finals dels 50 i la immigració massiva. A les primeres eleccions democràtiques va triomfar el PSPV-PSOE que va continuar guanyant fins a 1993. Des d'aleshores la regió s'ha convertit en un planter de vots d'ideologia dretana, sobretot al Baix Segura i l'Alacantí.

## Hidrografia
Hi existeixen diversos cursos d'aigua. Els més importants són el riu Vinalopó i el Segura. El Vinalopó és el riu més llarg de la província d'Alacant i dona nom a diverses comarques del sud: l'Alt, el Mitjà i el Baix, a més de la subregió Les Valls del Vinalopó. Dona abastiment a aquestes terres i a les Salines de Santa Pola. Passa, entre altres poblacions, per Elda, Novelda i Elx. Entre aquestes dues últimes, es troba el Pantà d'Elx.
El Segura passa per Oriola, Rojals i Guardamar del Segura i les seues aigües són aprofitades per a regar les hortes del Baix Segura, Baix Vinalopó i l'Alacantí, a més de l'abastiment humà d'aquestes comarques. És un riu al·lòcton, sobreexplotat i amb greus problemes de contaminació. Les seues aigües també nodreixen el Fondo d'Elx-Crevillent.
Altres cursos d'aigua de la regió són el riu Algar amb el seu afluent el Guadalest; el riu Verd o Montnegre, on es troba l'Embassament de Tibi; i la rambla de les Ovelles que desemboca a Alacant.